# Hányókagyló

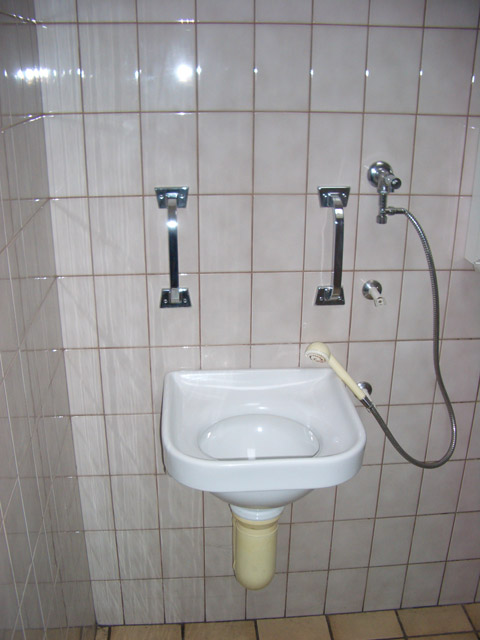

A hányókagyló vagy hányócsésze (németül: Speibecken) fürdőszobai berendezés, melybe hányni lehet. Általában kocsmák, éttermek, egyetemi bentlakások férfi toaletthelyiségeiben van felszerelve. Szinte kizárólag Németországra jellemző. „Virágkoruk” a 20. század közepén volt, számuk napjainkban hanyatlik.
A mosdókagylótól abban különbözik, hogy nagyobb átmérőjű a lefolyója, így a darabos hányás is lemegy. Általában zuhanyrózsa van elhelyezve a közelében, amivel a hányás leöblíthető, illetve a használó keze, arca megmosható. A vécékagylóhoz képest magasabban van elhelyezve, így kényelmesen és civilizáltan lehet bele hányni. Ugyanakkor a felhasználója nem foglal el egy ülővécét mások elől.
A kagyló mellett vagy fölött általában kapaszkodók vannak a részeg felhasználó számára.